# Северная Нюба
Северная Нюба — река в России, течёт по территории Котласского района Архангельской области. Правая составляющая Нюбы, которую образует сливаясь с рекой Восточная Нюба на высоте 85 м над уровнем моря. Длина реки составляет 17 км.

## Данные водного реестра
По данным государственного водного реестра России относится к Двинско-Печорскому бассейновому округу, водохозяйственный участок реки — Вычегда от города Сыктывкар и до устья, речной подбассейн реки — Вычегда. Речной бассейн реки — Северная Двина.
Код объекта в государственном водном реестре — 03020200212103000025133.